# 청주불교방송
청주불교방송(淸州佛敎放送, Cheongju Buddhist Broadcasting System)은 대한민국의 BBS불교방송 네트워크권 충청지역의 라디오, TV 방송국이다.

## 연혁
- 1997년 4월 25일 : 개국(초단파 96.7㎒, 3㎾)
- 2014년 7월 1일 : 청주불교방송 청주시 상당구, 흥덕구, 청원군 → 청주시 상당구, 흥덕구, 청원구, 서원구
- 2019년 4월 8일 : 청주불교방송 가엽산중계소 개소(초단파 106.7㎒, 300W)

## 방송 주파수 및 방송구역
방송 주파수
| 방송국       | 호출부호 | 송신소        | 주파수     | 출력 | 송신소 위치                               |
| ------------ | -------- | ------------- | ---------- | ---- | ----------------------------------------- |
| 청주불교방송 | HLDJ-FM  | 부모산 송신소 | FM 96.7㎒  | 3㎾  | 충북 청주시 흥덕구 지동동 산7-3 (충북CBS) |
| 청주불교방송 | HLDJ-FM  | 가엽산 중계소 | FM 106.7㎒ | 300W | 충북 음성군 음성읍 용산리 산11-4          |

방송구역
- 96.7㎒ : 일원(청주시, 증평,진천,세종특별자치시, 대전), 일부(천안시, 공주시, 음성군, 진천군, 괴산군, 보은군)
- 106.7㎒ : 일원(청주시 ,충주시, 음성군), 일부(괴산군)

## 방송 시간
- 매일 새벽 4시 ~ 다음날 새벽 2시 (총 22시간)

## 같이 보기
- 충북CBS
- 대전가톨릭평화방송
- CJB 청주방송
- MBC충북 청주방송국
- MBC충북 충주방송국
- KBS청주방송총국
- KBS충주방송국
- TBN 충북교통방송